# Jombang
Jombang (Djombang na grafia antiga) é uma cidade e subdistrito do distrito (kecamatan) homónimo, capital da regência (kabupaten) de Jombang, província de Java Oriental, Indonésia. Tem 36,4 km² de área e em 2010 tinha 188 752 habitantes (densidade: 5 185,5 hab./km²). Situa-se 80 km a sudoeste de Surabaia.